# LIMS
LIMS je akronim engleskog izraza Laboratory information management system kojim je označen informacijski sustav za upravljanje laboratorijskim procesima. Standarde koje ERP sustavi (Enterprise Resource Planing) donose na razini tvrtke ili organizacije LIMS donosi na razinu laboratorija. Uvođenjem LIMS-a laboratorij postiže:
- Automatizaciju svakodnevnih, rutinskih postupaka
- Standardizaciju postupaka koje laboratorij provodi uvođenjem odgovarajućih kataloga (postupci/analize, metode, mjerne jedinice ...)
- Uvođenje sljedivosti svih postupaka
- Olakšava komunikacija između sudionika (intralaboratorijska, unutar organizacije, vanjska)
- Omogućuje integraciju s mjernom instrumentacijom
- Uspostavlja sigurnosne mehanizme

Laboratoriji su obavezni implementirati OECD GLP smjernice (Good Laboratory Practice - dobra laboratorijska praksa) u svrhu osiguranja vjerodostojnosti mjerenja. Implementacija GLP smjernica u suvremenom laboratoriju nezamisliva je bez potpore IT sustava, prije svega LIMS-a kao potpore laboratorijskim procesima kao i sustava za upravljanje dokumentacijom (document management).

## Primjena
Suvremeni LIMS sustavi svoju primjeni nalaze u raznim situacijama i to u:
- Zavodima za javno zdravstvo[1] gdje postaju nezaobilazna komponenta laboratorija u, na primjer, službama za zdravstvenu ekologiju koje se bave ispitivanjem zdravstvene ispravnosti namirnica, voda (pitkih, izvorskih, otpadnih, površinskih itd), predmeta opće uporabe, zraka, mora itd. Zavodima za javno zdravstvo LIMS služi ne samo za ostvarivanje prethodno navedenih ciljeva već omogućuje statističku obradu obavljenih mjerenja čime Zavodima pruža dragocjene informacije koje služe kao podloga za korektivno i preventivno djelovanje.

- Industrijskim laboratorijima (u prehrambenoj, kemijskoj i farmaceutskoj industriji na primjer) za ispitivanje ispravnosti i kvalitete proizvoda [2] i to od ispitivanja ispravnosti i kvalitete sirovina, poluproizvoda i ambalaže do finalnog proizvoda. U industrijskoj primjeni LIMS omogućuje praćenje kvalitete dobavljača te tako tvrtkama pruža objektivan alat za mjerenje i pračenje svojih partnera/dobavljača.
- Forenzičkim laboratorijima - praćenje pojedinog slučaja od prikupljanja i evidencije tragova, rezultata analiza do izdavanja konačnog mišljenja i izvještaja o ispitivanju. Neizostavni dio suvremenog forenzičkog laboratorija je i sustav za održavanje i praćenje DNK otisaka.

- Laboratorijima za nadzor okoliša

## Osobine
Suvremeni LIMS mora osigurati :
- Potpuno pokrivanje svih laboratorijskih procesa - od zaprimanja uzorka do izrade izvješća o ispitivanju s verzioniranjem svih dokumenata
- Predefiniranje standardnih analitičkih postupaka (laboratorijskog protokola) za standardne / tipične uzorke
- Mehanizam za izračun vrijednosti, unos granica mjerenja, određivanje kvalitete, evidentiranje mjerne nesigurnosti itd.
- Mogućnost kontrolirane modifikacije analitičkog protokola te definiranje ad hoc postupaka (aditivni, superponirajući i filtrirajući predlošci)
- Prikupljanje i razmjenu podataka iz vanjskih izvora podataka (instrumenti, drugi informatički sustavi) na standardan način (web servisi, XML)
- Mogućnost objedinjavanja svih podataka koji čine određeni postupak (mjerenja, dokumenti, izračuni i tsl)
- Visoku razinu sigurnosti i sljedivosti (uzoraka, procesa, korisnika)
- Kontrolu pristupa temeljenu na ulogama (RBAC - Role-based access control) s finom granularnošću
- Višeslojna (n-tier) arhitketura[4]
- Implementaciju u oblaku (Cloud, SaaS)
- Dobro definirani tok rada uz mogućnost reakcije na uska grla i zastoje
- Mogućnost da vanjski sudionici izravno pokreću radne naloge i prate napredak postupka ispitivanja i njegove rezultate
- Usklađenost s međunarodnim standardima i preporukama (GLP - good laboratory practice, GALP, ISO 17025, FDA CFR 21 Part 11)
- Podršku za implementaciju i održavanje usklađenosti s međunarodnim standardima i preporukama
- Integrabilnost s drugim informacijskim sustavima u okruženju (ERP, GIS, CRM itd)
- Višejezičnost korisničkog sučelja, izvještaja o ispitivanju i ostalih izvještaja